# Enfield Automotive

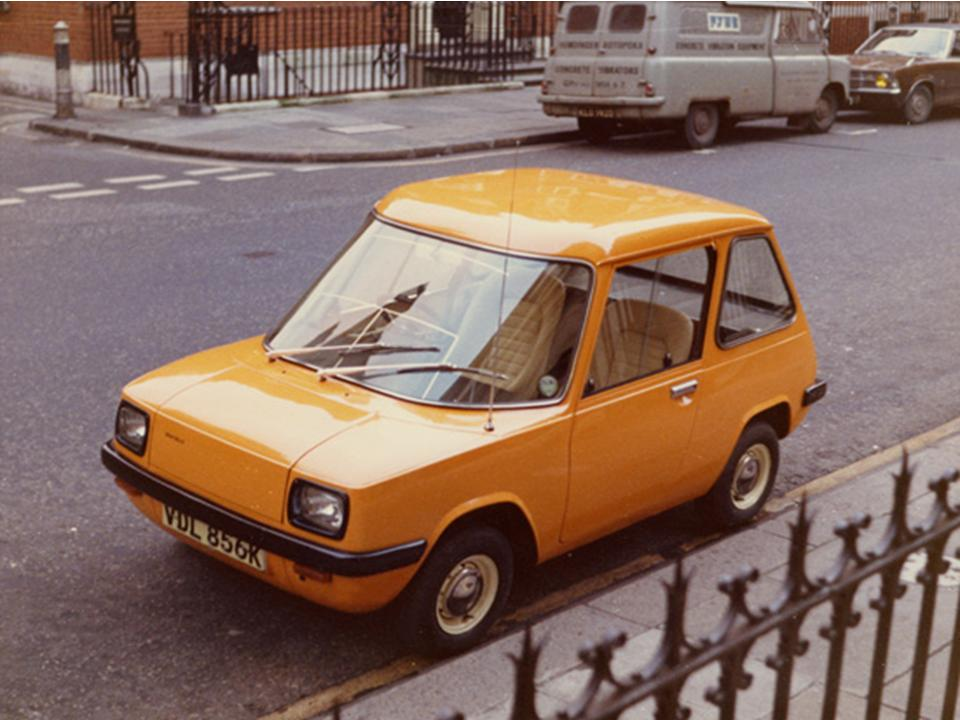
Enfield 8000

Enfield Automotive Ltd. war ein britischer Hersteller von Automobilen.

## Unternehmensgeschichte
Das Unternehmen aus London begann 1969 mit der Produktion von Automobilen. Der Markenname lautete Enfield. 1973 übernahm Enfield-Neorion das Unternehmen. Daraufhin wurde die Hauptmontage auf die Insel Syros nach Griechenland und der Firmensitz nach Cowes auf der Isle of Wight verlegt, wo auch die Endfertigung stattfand. 1976 endete die Produktion. Insgesamt entstanden mindestens 106 Fahrzeuge.

## Modelle
Das Unternehmen stellte Elektroautos her. Erstes Modell war der 465, der ein Prototyp blieb. Das Serienmodell war der 8000. Ein Elektromotor mit 8 PS Leistung trieb das Fahrzeug an. Die Höchstgeschwindigkeit war mit 64 km/h angegeben, und die Reichweite mit 64 km. Von diesem Modell entstanden 106 Exemplare. Der British Electricity Council nahm 60 Fahrzeuge ab. Ein offener Strandwagen auf dieser Basis war ab 1973 der E 8000 Bicini.